# Night of Champions 2011
Night of Champions 2011 è stata la quarta edizione dell'omonimo evento in pay-per-view prodotto dalla WWE. Ha avuto luogo il 18 settembre 2011 alla HSBC Arena di Buffalo (New York). È stato il primo evento a non includere più la Brand Extension, ma la politica SuperShow, in cui gli atleti di entrambi i roster potevano apparire liberamente sia a Raw che a SmackDown.

## Storyline
Nella puntata di SmackDown del 19 agosto Mark Henry ha vinto un Battle Royal match, diventando così lo sfidante del World Heavyweight Champion Randy Orton. Un match tra Orton e Henry con in palio il titolo è stato poi sancito per Night of Champions.
Nella puntata di Raw del 22 agosto John Cena ha sconfitto CM Punk, diventando così il contendente n°1 del WWE Champion Alberto Del Rio. Un match tra Del Rio e Cena con in palio il WWE Championship è stato poi annunciato per Night of Champions.
Il 14 agosto, a SummerSlam, CM Punk ha sconfitto John Cena (entrambi campioni), diventando così l'indiscusso detentore del WWE Championship; tuttavia, al termine dell'incontro, Alberto Del Rio ha incassato con successo il contratto del Money in the Bank su Punk, dopo che questi era stato brutalmente attaccato da Kevin Nash, conquistando così il WWE Championship per la prima volta. Nella puntata di Raw del 15 agosto Punk ha verbalmente attaccato il COO della WWE, Triple H, il quale aveva svolto il ruolo di arbitro speciale durante il suo match di SummerSlam contro Cena, accusandolo di aver pianificato l'attacco di Nash nei suoi confronti. Nella puntata di Raw del 29 agosto Triple H, dopo aver negato tale accusa, ha sancito un match tra Punk e Nash per Night of Champions; tuttavia, poco dopo, lo stesso Triple H ha cancellato l'incontro annunciato prima, stabilendo poi un match tra lui e Punk per Night of Champions dopo che i due avevano nuovamente discusso riguardo ai fatti accaduti in precedenza. Nella puntata di Raw del 5 settembre è stato modificato l'incontro tra Punk e Triple H di Night of Champions; con i due che lo hanno poi trasformato in un No Disqualification match.
Nella puntata di Raw del 5 settembre Beth Phoenix ha sconfitto Eve Torres, diventando così la contendente n°1 della Divas Champion Kelly Kelly. Un match tra Kelly e Beth con in palio il Divas Championship è stato poi sancito per Night of Champions.
Nella puntata di Raw del 5 settembre gli Awesome Truth (The Miz e R-Truth) hanno sfidato i WWE Tag Team Champions, gli Air Boom (Kofi Kingston e Evan Bourne), ad un incontro per i loro titoli di coppia; con questi ultimi che hanno poi accettato. Un match per il WWE Tag Team Championship tra gli Air Boom e gli Awesome Truth è stato quindi annunciato per Night of Champions.
Nella puntata di Raw del 12 settembre, dopo che Alex Riley e John Morrison avevano sconfitto lo United States Champion Dolph Ziggler e Jack Swagger, il General Manager di SmackDown, Theodore Long, ha sancito un Fatal 4-Way match tra Ziggler, Swagger, Riley e Morrison con in palio lo United States Championship (di Ziggler) per Night of Champions.
Nella puntata di SmackDown del 16 settembre Ted DiBiase, mascheratosi con un sacchetto di carta, ha attaccato l'Intercontinental Champion Cody Rhodes, colpendolo con la Dream Street ed effettuando contestualmente un turn face. Un match tra Rhodes e DiBiase con in palio l'Intercontinental Championship è stato poi annunciato per Night of Champions.

## Risultati
| #       | Incontri                                                                                      | Stipulazioni                                               | Durata |
| ------- | --------------------------------------------------------------------------------------------- | ---------------------------------------------------------- | ------ |
| Kickoff | Daniel Bryan ha sconfitto Heath Slater per sottomissione                                      | Single match                                               | 05:13  |
| 1       | The Air Boom (c) ha sconfitto The Miz e R-Truth per squalifica                                | Tag team match per il WWE Tag Team Championship            | 09:50  |
| 2       | Cody Rhodes (c) ha sconfitto Ted DiBiase Jr.                                                  | Single match per il WWE Intercontinental Championship      | 09:43  |
| 3       | Dolph Ziggler (c) (con Vickie Guerrero) ha sconfitto Alex Riley, Jack Swagger e John Morrison | Fatal four-way match per il WWE United States Championship | 08:19  |
| 4       | Mark Henry ha sconfitto Randy Orton (c)                                                       | Single match per il World Heavyweight Championship         | 13:06  |
| 5       | Kelly Kelly (c) (con Eve Torres) ha sconfitto Beth Phoenix (con Natalya)                      | Single match per il WWE Divas Championship                 | 06:26  |
| 6       | John Cena ha sconfitto Alberto Del Rio (c) (con Ricardo Rodríguez) per sottomissione          | Single match per il WWE Championship                       | 17:32  |
| 7       | Triple H ha sconfitto CM Punk                                                                 | No-disqualification match                                  | 24:10  |